# Ла Вега (Доминиканска Република)
Ла Вега је трећи по величини град у Доминиканској Републици. Град је престоница провинције Ла Вега познат под називом Срце Доминикане због свог географског положаја, али и масовне пољопривредне производње и технике узгоја у цијелој провинцији.

## Историја
У оквиру данашњих граница Ла Веге, Кристифор Колумбо је 1494. изградио утврђење којим је чувао пут до унутрашњости долине Цибао и руда злата. Око утврђења је полако почело да се гради насеље чији се економски развој заснивао на топљењу златне руде и преради шећерне трске. С проналаском веће количине златне руде 1508. године, ово постаје први златни град на острву. Економски раст мјеста омогућио је више могућности становништву, појавила се потреба за трговином и управо се на овом мјесту јављају први трговци. Ту се ковао и први новац. И данас се, у насељу које носи првобитни назив мјеста Зачеће де ла Веге налазе археолошки остаци шпанске фабрике злата, гдје су индијски радници доносили злато и претварали у инготе које су чували у тврђави све док их не би отпремили у Шпанију.
- Остаци утврђења К. Колумба
- Остаци катедрале у Ла Веги

1562. године град је уништен у земљотресу. Становништво се у непогоди преселило на јужну обалу ријеке Каму. Датум оснивања новог града није познат, а стари град народ је користио у пољопривредне сврхе до средине 70-их година, када власништво над тим простором преузима Влада Доминиканске Републике. Мјесто је претворено у Национални парк. Ла Вега је својој историји претрпио различита освајања, али и још један велики земљотрес 1842. Двије године касније, Ла Вега се прикључила потврди независности Доминиканске Републике и постала први град у којем је окачена застава слободне земље. 

## Географија
Ла Вега је смјештена је у центру сјеверног дијела земље, у долини Вега Реал, у долини ријеке Каму.
Срце Доминиканске Републике окружено је природним добрима. Сјеверну страну окружује ријека Јуна, друга Доминиканска ријека по дужини од 185 km. Ријеке Каму и Монтелано налазе се на западу града. Јужно од Ла Веге је Централна Кордиљера, највећи планински систем Доминиканске Републике. Аеродром Ел Понтон смјештен је на источној страни града. Град је удаљен 20 минута од Сантијага, а око сат времена од престонице Санто Доминго.

## Економија
Кроз историју, економија Ла Веге заснивала се на злату, обрађивању плодних земљишта и узгоју стоке. Данас Ла Вега нема изворе злата, пољопривреда се смањује због урбанизације града. Ипак, индустрија се ослања на производњу кафе, какаа, дувана, пиринча, кукуруза. У Ла Веги се производи и пиво од 60-их година прошлог вијека. Такође је заступљена и грана сточарства, уз развијену месну индустрију. Дјелатност услужног сектора фокусирана је на велике трговачке ланце и супермаркете. 

## Становништво
Према подацима о становништву провинција Доминиканске Републике, Ла Вега је имала 394.205 становника. Процјене (до јула) 2019. године биле су да у овој провинцији има 409.973 становника. Сам град Ла Вега, као престоница провинције имала је 248.089 становника, док је тај број до средине 2019. године увећан за око 10.000. Према тим подацима издатим од стране Националног завода за статистику и Министарства економије Доминиканске Републике, 50.9% становништва су мушкарци, док је 49.1% жена. Највећи проценат становништва су они до 19 година. 

## Туризам
Главне тусистичке атракције су: колонијалне рушевине Ла Вега, Катедрала Безгрешног зачећа, Карневал Ла Вега и Јарабацоа. Иако нема пуно плажа и љетовалишта, Ла Вега је омиљено мјесто за одмарање Доминиканаца. Окружен природом, ријекама, уз богату историју и гостопримљиве људе, град и провинција су омиљени за истраживање и одмарање туриста. Поред природних богатстава, туристе привлачи и велики број карневала, Сајам књига, као и грађевине из модерног доба.

### Карневали
Највећи и најважнији празник Ла Веге је карневал који је проглашен националном баштином. Карневал се одржава сваког фебруара у „Цвијетном Парку”, а посјети га око пола милиона људи.  Поред главног карневала који привуче велики број људи, организују се и свечаности на којима се прославља Богородица Безгрешног зачећа и Госпа од Антигве.  Сајам књига Доминиканске Републике одржава се сваке године у септембру и траје недељу дана. На Сајму учествују писци и уредници из цијеле земље и представљају свој рад.

### Катедрала Безгрешног зачећа
Катедрала се налази на градском тргу и једна је од највећих у Доминиканској Републици. Градња цркве трајала је 15 година, а завршена је 1992. године. Истиче се импозантним дизајном, сивим каменом и фасадом којом се исказује човјекова ограничена способност да одражава божанску свјетлост. Ово је једна од ријетких катедрала у којима је статуа Христа висока 5 метара, а за разлику од осталих које приказују распеће, у Ла Веги Христос је приказан као васкрсао.  

### Спорт
Поред културних и вјерских догађаја, Ла Вега има и спортске догађаје са дугом традицијом. Један такав је кошаркашки турнир који се игра од октобра до децембра, а своју традицију води од 1994. године. Први пут је игран 1978, али је усљед политичких и културних криза у земљи био прекинут до 1994. када је поново постао актуелан. 

## Образовање
У граду је смјештен приватни „Католички универзитет технологија” основан 1983. године и један је од најбољих у држави. Ту је и смјештено и издвојено одјељење Националног универзитета Педро Хенрикуез Урена, Агро шумарског универзитета Фернандо Артуро де Мерино, као и дио Универзитета Санто Доминго. Поред великог броја факултета, у Ла Веги се налази и једна од најскупљих школа, колеџ Агустинијан.

## Клима
| Клима Ла Вега, Доминиканска Република | Клима Ла Вега, Доминиканска Република | Клима Ла Вега, Доминиканска Република | Клима Ла Вега, Доминиканска Република | Клима Ла Вега, Доминиканска Република | Клима Ла Вега, Доминиканска Република | Клима Ла Вега, Доминиканска Република | Клима Ла Вега, Доминиканска Република | Клима Ла Вега, Доминиканска Република | Клима Ла Вега, Доминиканска Република | Клима Ла Вега, Доминиканска Република | Клима Ла Вега, Доминиканска Република | Клима Ла Вега, Доминиканска Република | Клима Ла Вега, Доминиканска Република |
| Показатељ \ Месец                     | .Јан.                                 | .Феб.                                 | .Мар.                                 | .Апр.                                 | .Мај.                                 | .Јун.                                 | .Јул.                                 | .Авг.                                 | .Сеп.                                 | .Окт.                                 | .Нов.                                 | .Дец.                                 | .Год.                                 |
| ------------------------------------- | ------------------------------------- | ------------------------------------- | ------------------------------------- | ------------------------------------- | ------------------------------------- | ------------------------------------- | ------------------------------------- | ------------------------------------- | ------------------------------------- | ------------------------------------- | ------------------------------------- | ------------------------------------- | ------------------------------------- |
| Апсолутни максимум, °C (°F)           | 36,2 (97,2)                           | 36,2 (97,2)                           | 37,2 (99)                             | 37,3 (99,1)                           | 38,0 (100,4)                          | 38,0 (100,4)                          | 37,5 (99,5)                           | 38,5 (101,3)                          | 38,4 (101,1)                          | 38,6 (101,5)                          | 37,2 (99)                             | 35,0 (95)                             | 38,6 (101,5)                          |
| Максимум, °C (°F)                     | 29,7 (85,5)                           | 30,1 (86,2)                           | 31,2 (88,2)                           | 31,9 (89,4)                           | 32,5 (90,5)                           | 33,4 (92,1)                           | 33,5 (92,3)                           | 33,9 (93)                             | 33,9 (93)                             | 33,0 (91,4)                           | 31,1 (88)                             | 29,5 (85,1)                           | 32,0 (89,6)                           |
| Минимум, °C (°F)                      | 18,4 (65,1)                           | 18,6 (65,5)                           | 19,2 (66,6)                           | 20,2 (68,4)                           | 21,1 (70)                             | 21,8 (71,2)                           | 22,0 (71,6)                           | 22,2 (72)                             | 21,9 (71,4)                           | 21,4 (70,5)                           | 20,5 (68,9)                           | 19,0 (66,2)                           | 20,5 (68,9)                           |
| Апсолутни минимум, °C (°F)            | 11,0 (51,8)                           | 14,0 (57,2)                           | 12,5 (54,5)                           | 14,0 (57,2)                           | 17,0 (62,6)                           | 17,0 (62,6)                           | 16,0 (60,8)                           | 15,0 (59)                             | 16,0 (60,8)                           | 17,2 (63)                             | 16,2 (61,2)                           | 14,0 (57,2)                           | 11,0 (51,8)                           |
| Количина кише, mm (in)                | 84,7 (3,335)                          | 76,6 (3,016)                          | 87,0 (3,425)                          | 148,1 (5,831)                         | 178,1 (7,012)                         | 84,6 (3,331)                          | 102,1 (4,02)                          | 119,0 (4,685)                         | 117,1 (4,61)                          | 145,1 (5,713)                         | 139,1 (5,476)                         | 120,1 (4,728)                         | 1.401,6 (55,181)                      |
| Дани са кишом (≥ 1.0 mm)              | 9,4                                   | 7,1                                   | 8,2                                   | 9,9                                   | 12,0                                  | 8,1                                   | 10,6                                  | 10,2                                  | 8,9                                   | 10,7                                  | 12,2                                  | 11,4                                  | 118,7                                 |
| Релативна влажност, %                 | 73,6                                  | 72,5                                  | 69,6                                  | 71,5                                  | 74,3                                  | 71,5                                  | 71,3                                  | 70,7                                  | 70,6                                  | 74,7                                  | 77,6                                  | 77,1                                  | 72,9                                  |
| Сунчани сати — месечни просек         | 186,7                                 | 185,8                                 | 213,9                                 | 201,5                                 | 206,5                                 | 228,7                                 | 246,2                                 | 250,7                                 | 210,7                                 | 207,2                                 | 174,5                                 | 156,3                                 | 2.468,7                               |
| Извор: NOAA                           |                                       |                                       |                                       |                                       |                                       |                                       |                                       |                                       |                                       |                                       |                                       |                                       |                                       |